# Super8 & Tab
Super8 & Tab sono un duo di musica trance provenienti dalla Finlandia di nome Miika Eloranta (Super8) e Janne Mansnerus (Tab).
Hanno prodotto la musica come singoli musicisti fino a che non hanno collaborato nel 2005.